# Torna az 1972. évi nyári olimpiai játékokon
Az 1972. évi nyári olimpiai játékokon a tornában tizennégy versenyszámban osztottak érmeket.

## Férfi

### Éremtáblázat
A táblázatban a rendező ország csapata eltérő háttérszínnel, az egyes számoszlopok legmagasabb értéke vagy értékei vastagítással kiemelve.
| Az 1972. évi nyári olimpiai játékok éremtáblázata férfi tornában | Az 1972. évi nyári olimpiai játékok éremtáblázata férfi tornában | Az 1972. évi nyári olimpiai játékok éremtáblázata férfi tornában | Az 1972. évi nyári olimpiai játékok éremtáblázata férfi tornában | Az 1972. évi nyári olimpiai játékok éremtáblázata férfi tornában | Olimpia  |
| ---------------------------------------------------------------- | ---------------------------------------------------------------- | ---------------------------------------------------------------- | ---------------------------------------------------------------- | ---------------------------------------------------------------- | -------- |
|                                                                  | Ország                                                           | Arany                                                            | Ezüst                                                            | Bronz                                                            | Összesen |
| 1.                                                               | Japán (JPN)                                                      | 5                                                                | 5                                                                | 6                                                                | 16       |
| 2.                                                               | Szovjetunió (URS)                                                | 2                                                                | 3                                                                | 1                                                                | 6        |
| 3.                                                               | NDK (GDR)                                                        | 1                                                                | 0                                                                | 1                                                                | 2        |
|                                                                  |                                                                  |                                                                  |                                                                  |                                                                  |          |
| Összesen                                                         | Összesen                                                         | 8                                                                | 8                                                                | 8                                                                | 24       |

### Érmesek
A táblázatban a rendező ország csapata eltérő háttérszínnel kiemelve.
| Az 1972. évi nyári olimpiai játékok érmesei férfi tornában | | | |
| Versenyszám                                                | Arany | Ezüst | Bronz |
| Gyűrű                                                      | Nakajama Akinori · Japán (JPN) · 19,350                                                                                     | Mihail Voronyin · Szovjetunió (URS) · 19,275 | Cukahara Micuo · Japán (JPN) · 19,225                                                                                 |
| Korlát                                                     | Kató Szavao · Japán (JPN) · 19,475                                                                                          | Kaszamacu Sigeru · Japán (JPN) · 19,375 | Kenmocu Eizó · Japán (JPN) · 19,250                                                                                   |
| Lólengés                                                   | Viktor Klimenko · Szovjetunió (URS) · 19,125                                                                                | Kató Szavao · Japán (JPN) · 19,000 | Kenmocu Eizó · Japán (JPN) · 18,950                                                                                   |
| Nyújtó                                                     | Cukahara Micuo · Japán (JPN) · 19,725                                                                                       | Kató Szavao · Japán (JPN) · 19,525 | Kaszamacu Sigeru · Japán (JPN) · 19,450                                                                               |
| Talaj                                                      | Nyikolaj Andrianov · Szovjetunió (URS) · 19,175                                                                             | Nakajama Akinori · Japán (JPN) · 19,125 | Kaszamacu Sigeru · Japán (JPN) · 19,025                                                                               |
| Ugrás                                                      | Klaus Köste · NDK (GDR) · 18,850                                                                                            | Viktor Klimenko · Szovjetunió (URS) · 18,825 | Nyikolaj Andrianov · Szovjetunió (URS) · 18,800                                                                       |
| Összetett egyéni                                           | Kató Szavao · Japán (JPN) · 114,650                                                                                         | Kenmocu Eizó · Japán (JPN) · 114,575 | Nakajama Akinori · Japán (JPN) · 114,325                                                                              |
| Összetett csapat                                           | Japán (JPN) · Cukahara Micuo · Kaszamacu Sigeru · Kató Szavao · Kenmocu Eizó · Nakajama Akinori · Okamura Teruicsi · 571,25 | Szovjetunió (URS) · Nyikolaj Andrianov · Viktor Klimenko · Alekszandr Malejev · Edvard Mikaeljan · Uladzimir Scsukin · Mihail Voronyin · 564,05 | NDK (GDR) · Matthias Brehme · Wolfgang Klotz · Klaus Köste · Jürgen Paeke · Reinhard Rychly · Wolfgang Thüne · 559,70 |

## Női

### Éremtáblázat
| Az 1972. évi nyári olimpiai játékok éremtáblázata női tornában | Az 1972. évi nyári olimpiai játékok éremtáblázata női tornában | Az 1972. évi nyári olimpiai játékok éremtáblázata női tornában | Az 1972. évi nyári olimpiai játékok éremtáblázata női tornában | Az 1972. évi nyári olimpiai játékok éremtáblázata női tornában | Olimpia  |
| -------------------------------------------------------------- | -------------------------------------------------------------- | -------------------------------------------------------------- | -------------------------------------------------------------- | -------------------------------------------------------------- | -------- |
|                                                                | Ország                                                         | Arany                                                          | Ezüst                                                          | Bronz                                                          | Összesen |
| 1.                                                             | Szovjetunió (URS)                                              | 4                                                              | 3                                                              | 3                                                              | 10       |
| 2.                                                             | NDK (GDR)                                                      | 2                                                              | 4                                                              | 1                                                              | 7        |
|                                                                |                                                                |                                                                |                                                                |                                                                |          |
| 3.                                                             | Magyarország (HUN)                                             | 0                                                              | 0                                                              | 1                                                              | 1        |
|                                                                |                                                                |                                                                |                                                                |                                                                |          |
| Összesen                                                       | Összesen                                                       | 6                                                              | 7                                                              | 5                                                              | 18       |

### Érmesek
| Az 1972. évi nyári olimpiai játékok érmesei női tornában | | | |
| Versenyszám                                              | Arany | Ezüst | Bronz |
| Gerenda                                                  | Olga Korbut · Szovjetunió (URS) · 19,400                                                                                             | Tamara Lazakovics · Szovjetunió (URS) · 19,375                                                                            | Karin Janz · NDK (GDR) · 18,975                                                                                                 |
| Felemás korlát                                           | Karin Janz · NDK (GDR) · 19,675 | Olga Korbut · Szovjetunió (URS) · 19,450                                                                                  | Nem adták ki |
| Felemás korlát                                           | Karin Janz · NDK (GDR) · 19,675 | Erika Zuchold · NDK (GDR) · 19,450                                                                                        | Nem adták ki |
| Ugrás                                                    | Karin Janz · NDK (GDR) · 19,525 | Erika Zuchold · NDK (GDR) · 19,275                                                                                        | Ljudmila Turiscseva · Szovjetunió (URS) · 19,250                                                                                |
| Talaj                                                    | Olga Korbut · Szovjetunió (URS) · 19,575                                                                                             | Ljudmila Turiscseva · Szovjetunió (URS) · 19,550                                                                          | Tamara Lazakovics · Szovjetunió (URS) · 19,450                                                                                  |
| Összetett egyéni                                         | Ljudmila Turiscseva · Szovjetunió (URS) · 77,025                                                                                     | Karin Janz · NDK (GDR) · 76,875                                                                                           | Tamara Lazakovics · Szovjetunió (URS) · 76,850                                                                                  |
| Összetett csapat                                         | Szovjetunió (URS) · Ljubov Burda · Olga Korbut · Antanyina Kosal · Tamara Lazakovics · Elvira Szaagyi · Ljudmila Turiscseva · 380,50 | NDK (GDR) · Irene Abel · Angelika Hellmann · Karin Janz · Richarda Schmeißer · Christine Schmitt · Erika Zuchold · 376,55 | Magyarország (HUN) · Békési Ilona · Császár Mónika · Kelemen Márta · Kéry Anikó · Medveczky Krisztina · Nagy Zsuzsanna · 368,25 |